# Pseuderanthemum galbanum
Pseuderanthemum galbanum är en akantusväxtart som beskrevs av Emery Clarence Leonard. Pseuderanthemum galbanum ingår i släktet Pseuderanthemum och familjen akantusväxter. Inga underarter finns listade i Catalogue of Life.